# 韋捷羅克岩
71°54′S 14°43′E / 71.900°S 14.717°E
韋捷羅克岩（英語：Veterok Rock）是南極洲的岩層，位於毛德皇后地的阿斯特里德公主海岸，處於斯普拉格萊格嶺以北，根據挪威探險隊的測量和空中照片繪入地圖，現時由南極條約體系管理。